# Rothari
Rothari (606, Brescia – 652) var en langobardisk konge af Italien der regerede fra 636 til 652. Rothari der var af slægten Harodi var allerede hertug af Brescia da han ved den tidligere konge Arioalds død, blev kronet til konge af langobarderne. Han var igennem sin regeringstid en af de mest energiske langobardiske konger. Ligesom hans forgænger Arioald, var Rothari tilhænger af den arianske kristne tro, som stod i modsætning til katolicismen. Fredegar skriver i hans krønike at Rothari startede hans regeringstid med at få mange oprørske adelige henrettet og at han igennem hele hans regeringstid og stræben efter fred holdt en meget striks disciplin.
Rothari førte talrige krige i den nordlige Italien. I 641 indtog han Genova og i 643 resten af de østromerske besiddelser i Liguria. Han indtog de resterende østromerske territorier omkring den nedre poslette inklusive Oderzo (Opitergium). Den langobardiske krønikeskriver Paulus Diaconus skriver at "Rothari indtog da alle romernes byer som lå på kysten fra byen Luni i Toscana op til frankernes grænse. (Historia gentis Langobardorum, bog IV.xlv).
Med disse tab stod romerne kun tilbage med sumpene omkring Ravenna i det nordøstlige Italien. Plato der var exarkat (leder) prøvede at vinde noget at det tabte tilbage, men i 642 blev hans hær besejret af Rothari langs floden Scultenna (nuværende Panaro i nærheden af Modena), hvor han mistede 8.000 mand. Efterfølgende måtte han søge om fred.
Rotharis mest varige handling var nedfældningen af Edictum Rothari, den første kodificering af langobardisk lov (skrevet i latin).Loven havde indtil da havde været holdt i en mundtlig overlevering. I år 642 eller 643 indkaldte han en gairethinx (militærsamling) for at få godkendt den nye lovsamling. Den nye lovsamling var baseret på gamle langobardiske traditioner med visse forbedringer. I de nye regler blev traditionen med blodhævn erstattet med weregeld (blodpenge) og brugen af henrettelser blev stærkt begrænset. Lovene galt kun langobarder. Romerne, som var Italiens oprindelige beboere, fortsatte med at blive styret af romerretten på langobardisk territorier.
Rothari døde i 652, blev begravet i Pavia og blev efterfulgt af sin søn Rodoald.

## Trivia
- En baptisterium i Monte Sant'Angelo, Puglia i det sydlige Italien, er traditionelt blevet kendt som " Rotharis grav"